# Gapping
Gapping (von englisch gap „Lücke“; auch: Lückenbildung) ist ein Begriff der Sprachwissenschaft, insbesondere der Syntax, und bezeichnet das Auslassen (Ellipse) eines Aktanten oder des Prädikats unter Koordinationsbedingungen (vgl. Parataxe). Der Begriff wurde ursprünglich 1970 von John Robert Ross im Rahmen der generativen Transformationsgrammatik geprägt, ist aber auch unter Funktionalisten gebräuchlich.

## Beispiele
Im folgenden Beispiel wird das Subjekt ausgelassen:
Hans liest sein Buch und (Hans) raucht eine Zigarre.
In diesem Beispiel wird das Prädikat ausgelassen:
Hans liest sein Buch, Petra (liest) ihre Zeitschrift.